# Sony Ericsson P910i
Sony Ericsson P910i為Sony Ericsson於2004年10月所推出的智慧型手機，內建30萬畫素相機。此機種也改進了些前輩的規格，如螢幕從65536色升至260000色、數字建蓋子下方有了方便的QWERTY鍵盤等。